# Rich But Honest

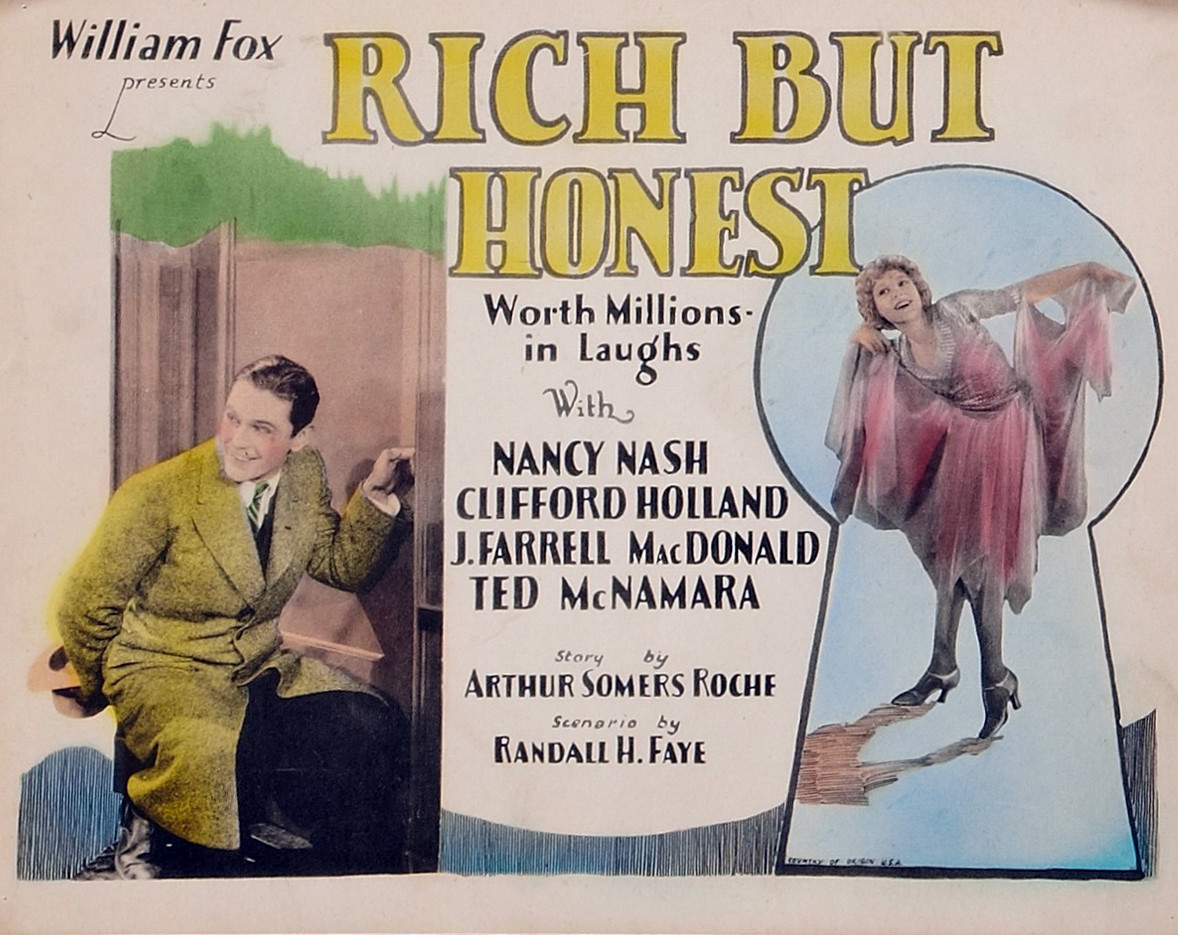
Carte promotionnelle du film.

Rich But Honest est un film américain réalisé par Albert Ray et Horace Hough, et sorti en 1927.

## Fiche technique

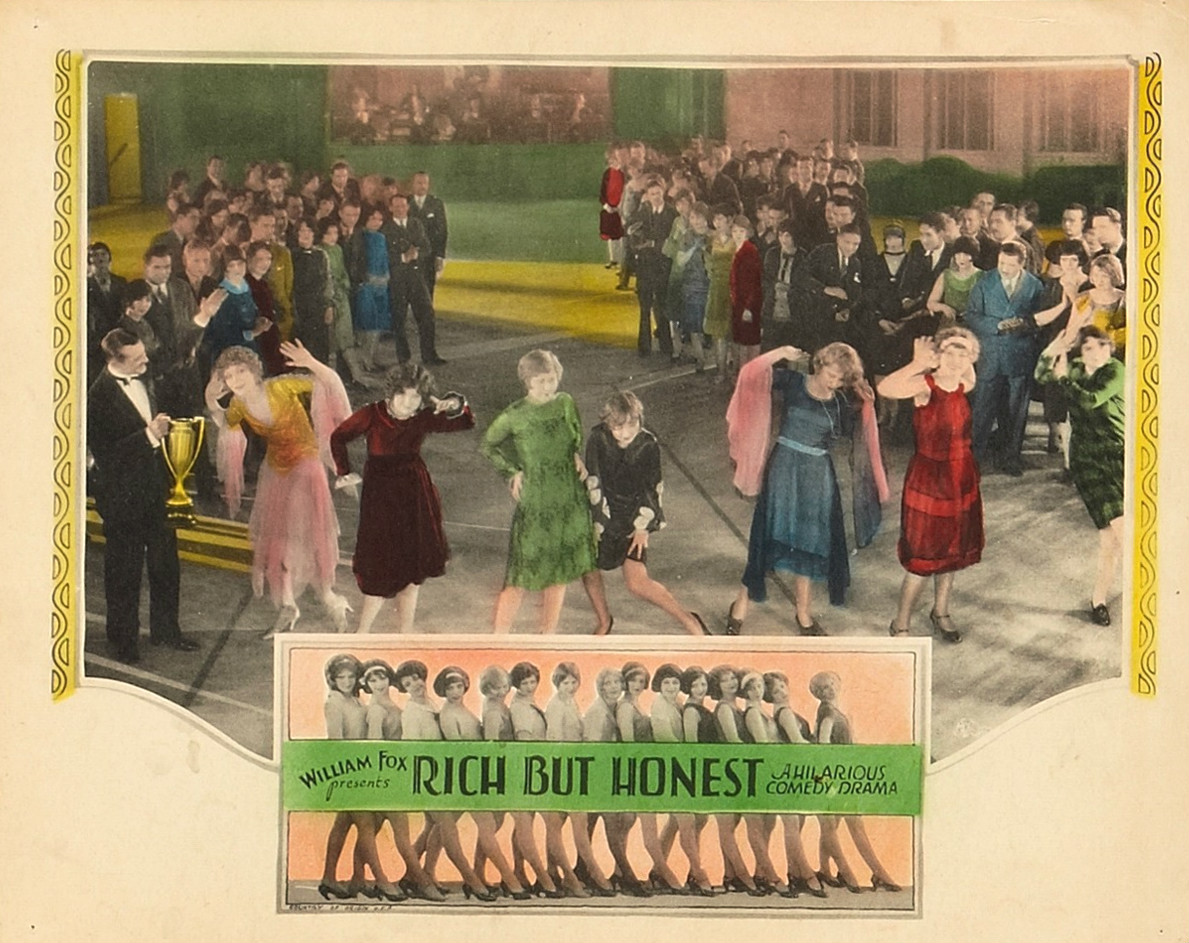
Autre carte promotionnelle du film.

- Réalisation : Albert Ray et Horace Hough
- Scénario : Randall H. Faye d'après une histoire d'Arthur Somers Roche[1]
- Producteur : William Fox
- Photographie : Sidney Wagner
- Production : Fox Film Corporation
- Durée : 60 minutes (6 bobines)[2]
- Date de sortie :
  - États-Unis : 22 mai 1927

## Distribution
- Nancy Nash : Florine Candless
- John Holland : Bob Hendricks
- Charles Morton : Dick Carter
- J. Farrell MacDonald : Diamond Jim O'Grady
- Tyler Brooke : Barney Zoom
- Ted McNamara : Heinie
- Marjorie Beebe : Maybelle
- Ernest Shields : Archie
- Doris Lloyd : Mrs. O'Grady
- Coy Watson Jr. : Jimmie (non crédité)